# 공산화

공산화 (共産化, 영어: communization)는 일반적으로 정치, 사회 전반에 공산주의가 확대되는 과정이다.

## 카를 마르크스가 주장한 공산화
카를 마르크스는 저서 자본론에서 자본주의는 그 내부적 모순으로 인해 자연히 붕괴할수 밖에 없으며, 그 이후에는 공산주의 사회가 들어선다고 주장하였다. 자본주의 이후 공산사회에서는 과학과 기술이 충분히 발전해 모든 인민들이 능력에 따라 일하고 필요한 만큼 분배받는 지상낙원이 도래할 것이라고 주장하였다.

## 세계의 공산화

### 러시아의 공산화
러시아 제국은 당시 유럽의 열강들 중에서도 가장 후진적인 정치 시스템을 가지고 있었다.  전근대적 전제군주정은 사회제도 개혁에는 관심을 주지 않았으며, 러시아 국민들의 삶은 갈수록 고달파졌다. 1905년 러시아 정교회 주도의 개혁 운동이 있었는데, 차르는 그들을 무력으로 진압했다. 그날 하루에만 3000명의 사상자가 발생했으며, 이로 인해 러시아 민중들의 분노가 폭발하게 된다. 1906년 한 해 동안 100만 명이 파업을 일으켰고 농민 반란이 2600건이나 일어났다. 러시아 제정은 그들의 불만을 일부 수용하였으나, 국민들의 생활고는 나아지지 않았다. 이후 1917년 2월 23일 러시아의 수도 페트로그라드에서 식량 배급을 요구하는 평화적인 시위가 있게된다. 총리인 니콜라이 골리친은 사태 수습을 포기하고 전선의 니콜라이 2세에게 사임을 제안했지만, 황제는 이를 거부했고 하바로프에게 시위를 진압하도록 명령했다. 이 사건에 대해 파블로프스키 연대 소속의 일부가 병사가 반란을 일으켰다. 시내에 주둔한 다른 연대에서도 반란병의 진압과 노동자 측의 참여에 혼란스러워 했다. 27일에는 모스크바에서, 3월초에는 다른 도시에서도 혁명이 시작되었고, 군부대도 거기에 동조하고 있었다. 결국 사회 혁명당 의회 의원 케렌스키를 부의장으로 하고 페테르부르크의 소비에트가 결성되었다. 이를 2월 혁명이라고 한다. 1917년 10월, 볼셰비키가 혁명을 일으켜 러시아 공화국이 멸망하고 소비에트 러시아가 건국된다. 1920년까지의 내전 끝에 1922년 12월 30일의 소비에트 대회에서 러시아 소비에트 연방 사회주의 공화국, 벨로루시 소비에트 사회주의 공화국, 우크라이나 소비에트 사회주의 공화국, 자카프카스 소비에트 연방 사회주의 공화국이 연합하여 소비에트 사회주의 공화국 연방의 성립이 선언되었다.

### 중국 대륙의 공산화
중국 국민당은 공산주의 세력이 커지는 것을 경계하였다. 그래서 1927년 반공주의자인 장제스의 명령에 의해 공산주의자들을 대거 숙청한다. 이로 인해 제1차 국공합작은 종료되었고, 제1차 국공내전이 발발한다. 이후 일본의 침략이 본격화 되자 전쟁을 중지하고 통일전선을 구축한다. 중일전쟁이후 일본이 패망하자 제2차 국공내전이 발발, 미국의 지원을 받은 국민당이 중화소비에트공화국의 수도 옌안을 점령하는등 국민당에게 유리하게 전쟁이 전개되었으나 무리하게 점령지를 늘려 병력이 분산되는 전략적 오류를 범하게 된다. 이후에도 국민당의 부패와 물가상승 등의 이유로 국민당은 민심을 급속도로 잃게 되었고, 결국 전쟁은 중화소비에트공화국에 유리하게 진행된다.  인민해방군은 1949년 1월 31일 베이징에 입성하였고, 파죽지세로 창 강(양쯔강)을 건너 4월 23일에는 국민당 정부의 수도 난징을 함락시키고, 5월 27일 중국 대륙 최대 도시 상하이까지 손에 넣었다. 1949년 10월 1일 마오쩌둥은 베이징에서 중화인민공화국의 수립을 선포하고 국가주석에 취임하였다. 중국 인민해방군은 같은 해 10월 14일에는 광저우를 접수하고, 11월 30일에는 중화민국 정부의 임시수도였던 충칭마저 함락시켰다. 12월 10일 장제스는 대륙 최후 거점인 청두에서 타이완으로 탈출했고, 12월 27일 중국 인민해방군이 청두에 입성함으로써 대륙에서 국민당의 중화민국 정부를 완전히 몰아냈다. 중화민국은 모든 국가기반을 대만섬으로 이전했으며, 중국 대륙은 완전히 공산화된다.

### 한반도의 공산화
제2차 세계대전에서 일본 제국이 패망한후 한반도의 38도선 이북에는 소비에트 민정청, 이남에는 재조선 미국 육군사령부 군정청이 들어선다. 1946년에는 김일성을 위원장으로 하는 북조선림시인민위원회를 만들었다. 이후 1948년에는 조선민주주의인민공화국이 선포되었고, 이남에는 대한민국이 선포되었다. 1950년 6월 25일에는 조선민주주의인민공화국이 소련과 중화인민공화국의 지원아래 대한민국을 기습적으로 침공하여 한국전쟁이 일어난다. 대한민국은 멸망직전에 이르렀으나 유엔군의 도움으로 기사회생한다. 1953년에는 휴전협정이 체결되어 현재까지 유지되고 있다.

### 쿠바의 공산화
쿠바는 1902년 스페인으로부터 독립하였으나 사실상 미국의 위성국이었다. 사탕수수재배는 미국자본에 예속되어있었으며, 일반 국민들은 궁핍한 삶을 살았다. 1953년 7월 26일 160명의 경무장한 일군의 반란군이 산티아고에 있는 몽카다 병영과 바야모의 병영을 습격한다. 피델 카스트로와 라울 카스트로는 생포되었으며, 1955년 석방된다. 이후 부패한 바티스타정권을 전복하기 위해 멕시코로가 체 게바라를 만난다. 결국 1959년 혁명으로 쿠바는 공산화되고
피델 카스트로가 집권한다.

### 베트남의 공산화
1930년 호찌민은 베트남 공산당을 결성하고 프랑스령 인도차이나의 독립을 위해 무장투쟁을 하였고, 항일운동또한 전개했다. 1941년 베트남 독립동맹회가 만들어진다. 이후 1945년 9월 2일 일본이 항복문서에 서명하자 호찌민은 베트남 민주 공화국을 선포한다. 하지만 프랑스는 이를 인정하지 않고 바오 다이를 내세워 프랑스의 괴뢰국인 베트남국을 만든다. 그렇게 베트남 민주 공화국과 베트남국간에 제1차 인도차이나 전쟁이 발발, 프랑스가 궤멸적 피해를 입고 1954년 평화협정을 체결한다. 한편 미국은 중화인민공화국의 견제 목적으로써 베트남을 전략적 요충지로 보고있었고, 1955년 베트남 공화국(이하 남베트남)이 수립된다. 남베트남 사람들은 새로운 정권을 기대하고 있었으나 미국의 원조에 의존하는 경제는 제대로 작동하지 못했고, 남베트남에서는 크고작은 무장봉기가 일어나게 된다. 결국 남베트남에 대항하기 위해 남베트남 민족해방전선이 결성되기에 이른다. 1955년 베트남 전쟁이 발발해 1975년 베트남이 공산화되고 베트남 사회주의 공화국이 선포된다. 이에 더불어 캄보디아와 라오스까지 공산화된다